# Notarctia proxima
Notarctia proxima là một loài bướm đêm thuộc phân họ Arctiinae, họ Erebidae.